# Jarzeń (przystanek kolejowy)
Jarzeń – zlikwidowany przystanek osobowy a dawniej stacja kolejowa w Jarzeniu na linii kolejowej nr 224, w województwie warmińsko-mazurskim, w Polsce. Była to ostatnia stacja kolejowa na linii po polskiej stronie. 